# Smei Gorynytsch

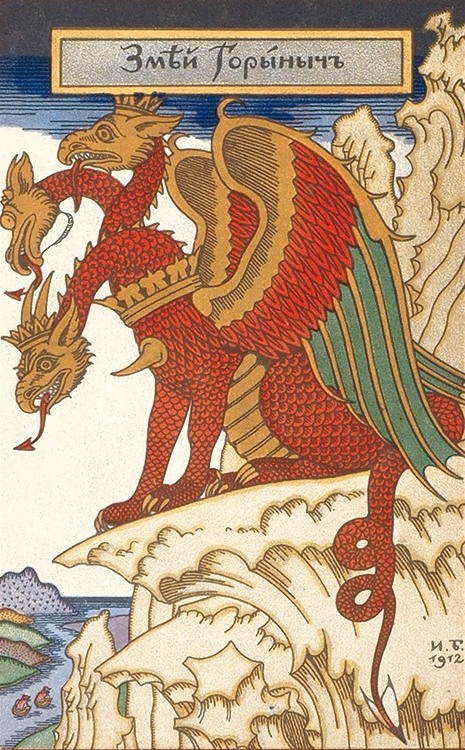
Illustration von Iwan Bilibin (1912)

Smei Gorynytsch (russisch Змей Горыныч, ukrainisch Змій Горинич, Smij Horynytsch) ist ein Drache aus der ostslawischen Mythologie. Er taucht als Figur in Märchen und in Bylinen als der Antagonist der Hauptfigur auf.

## Wortherkunft
Das Wort Smei bedeutet „Schlange“. Gorynytsch hat keine eindeutige Interpretation. Eine Etymologie verbindet es mit dem Wort Gory (Gebirge) als einen der Lebensräume der Figur. Eine andere Interpretation des Namens ist möglich, die ihn näher an das Verb goret (brennen) bringt und eines der charakteristischen Merkmale der Figur, die Fähigkeit Feuer zu spucken, betont.

## Aussehen
Die Märchen betonen oft die enorme Größe von Smei Gorynytschs Körper sowie seine charakteristischen Merkmale, von denen das wichtigste das Vorhandensein mehrerer Köpfe ist. Der Held muss sie alle abschlagen, um den Drachen zu besiegen. Die Fähigkeit, durch die Luft zu fliegen, ist ein weiteres konstantes Merkmal der Figur. Das Vorhandensein von Flügeln wird in einzelnen Texten erwähnt. In einem trägt der Drache die Prinzessin auf seinen feurigen Flügeln davon, und in anderen Texten kann er Papierflügel haben, die er während des Kampfes wechselt. Der Drache ist die Verkörperung der bösen Elemente der Natur. Sein Flug und Erscheinen werden von Lärm, Sturm, Donner und Blitzen begleitet.
In einer Reihe von Märchen ist der Drache mit einem oder mehreren Rüsseln ausgestattet, mit dem er den Helden in den Boden treibt, sowie einem feurigen Finger, mit dem er bereits abgetrennte Köpfe wieder anbringt. Smei Gorynytsch kann sich in einen Wirbelwind oder einen jungen Mann verwandeln. In einer Reihe von Märchen und Bylinen verhält er sich wie ein Mensch. Er reitet auf einem Pferd, hat Waffen wie einen Säbel, eine Keule, oder einen Speer, spricht die menschliche Sprache und trägt teure Kleidung, aber seine anthropomorphen Merkmale sind instabil und wankelmütig. Manchmal wird er als hybrides Wesen mit einem Pferdekörper und drei menschlichen Köpfen beschrieben.

## Rolle in Legenden

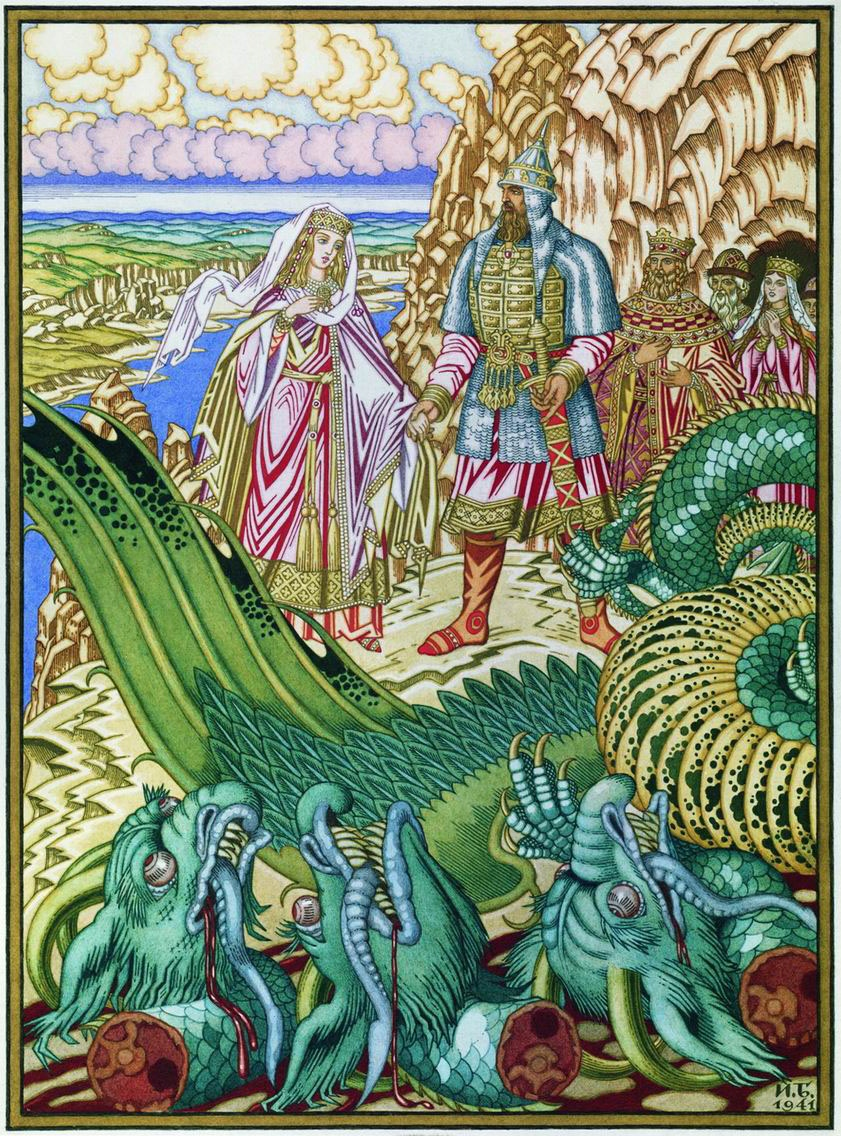
Dobrynja Nikititsch befreit Sabawa Putjatyschna von Smei Gorynytsch (Illustration von Iwan Bilibin, 1941)

Die wichtigsten mit dem Drachen verbundenen Motive gehen auf die archaische Weltfolklore zurück und weisen mehrere Parallelen in europäischen, afrikanischen und fernöstlichen Geschichten über den Kampf des Helden mit einem Drachen auf. Alten Kiewer Sagen und Legenden zufolge hielt Smei Gorynytsch sich in der fürstlichen Zeit in der Stadt Kiew auf, entführte Frauen, darunter die Tochter oder Nichte des Fürsten, oder forderte Tribut von den Kiewern in Form von Jugendlichen und Tieren. Er lebte, manchmal mit seinen Kindern, in einer Höhle oder in unterirdischen Tunneln. Zu den erwähnten Orten gehörten unter anderen die Verliese unter der Kirche des heiligen Kyrill.
In einer Legende entführte Smei Gorynytsch die Tochter des Fürsten und wurde vom Volkshelden Mykyta Koschumjaka besiegt. Als der Drache erkannte, dass er verlor, bot er Koschumjaka an, das Land aufzuteilen. Der Sieger spannte den Drachen vor einen großen Pflug und sie pflügten riesige Furchen, aus denen der Schlangenwall entstand. Danach versteckte der Drache sich in den Kiewer Verliesen. Einer anderen Version der Legende zufolge wurden solche Furchen mit Erdwällen von Kiew bis zum Meer gepflügt und danach ertrank der besiegte Drache im Dnepr oder wurde im Schwarzen Meer versenkt. Es gibt Versionen der Legende mit anderen Figuren, die Smei Gorynytsch besiegten. Dazu gehören die Fürsten Boris und Gleb und der Held Dobrynja Nikititsch, der den Drachen tötete und Sabawa Putjatyschna, die von ihm gefangen genommene Nichte des Kiewer Fürsten Wolodymyr befreite. Wahrscheinlich wurde das legendäre Bild von Smei Gorynytsch später im 12. und 13. Jahrhundert durch die kollektiven Merkmale nomadischer Räuber ergänzt, die Gefangene machten und Siedlungen niederbrannten.

## Rezeption
Mychajlo Hruschewskyj behandelte das Thema der Legende in seinen Studien zur ukrainischen Geschichte, und die Geschichte von Smei Gorynytsch und Koschumjaka wurde von Oleksandr Oles und Pawlo Tytschyna nacherzählt. In der Kiewer Folklore existiert das Bild von Smei Gorynytsch weiterhin als altes Attribut der Stadt, wie ein Domowoi, der die meiste Zeit in seiner Höhle schläft, aber bei außergewöhnlichen Ereignissen aufwacht. Diese Interpretation des Bildes des Drachen taucht in den Werken von Nikolai Gogol, Iwan Netschuj-Lewyzkyj, Lessja Ukrajinka und anderen einheimischen Schriftstellerinnen und Schriftstellern auf.
Der Glaube, dass Smei Gorynytsch unter der Kirche des heiligen Kyrill Schutz fand, entspricht einer anderen Legende, die Natalena Korolewa in ihrem Werk Legenden aus dem alten Kiew kreativ nacherzählt hat. Es handelt von der Interaktion des Drachen mit biblischen Helden, wie dem Erzengel Michael, dem christlichen Schutzpatron Kiews. Einer anderen Version zufolge wurde Smei Gorynytsch durch die Worte des Apostels Andreas gebändigt, als er durch die Gebiete der zukünftigen Stadt wanderte.
Smei Gorynytsch ist ein traditionelles Element von Zeichnungen in Chroniken und auf Reliefs von Kiewer Stadthäusern, Brunnen und Parkdekorationen. Einige Kiewer Ortsnamen sind auch mit Legenden über den Drachen verbunden. Mindestens bis in die frühen 1980er Jahre wurde in den Kiewer Hügeln oberhalb von Podil das Kinderspiel Gorynytsch gespielt. Darin kämpften in der Abenddämmerung die Jungen gegen Drachen mit brennenden Schwänzen, während die Mädchen auf ihre Helden an Orten warteten, an denen sie Gorynytschs Stimme hören konnten.